# Andrena arsinoe
Andrena arsinoe is een vliesvleugelig insect uit de familie Andrenidae. De wetenschappelijke naam van de soort is voor het eerst geldig gepubliceerd in 1900 door Schmiedeknecht.